# لوکاس فاولی
لوکاس فاولی (انگلیسی: Lucas Favalli؛ زادهٔ ۱۶ ژوئیهٔ ۱۹۸۵) بازیکن فوتبال اهل آرژانتین است.
از باشگاه‌هایی که در آن بازی کرده‌است می‌توان به باشگاه فوتبال آترومیتوس، باشگاه فوتبال اتلتیکو هوراکان، و باشگاه فوتبال پانتولیکوس اشاره کرد.